# Perivale (London Underground)

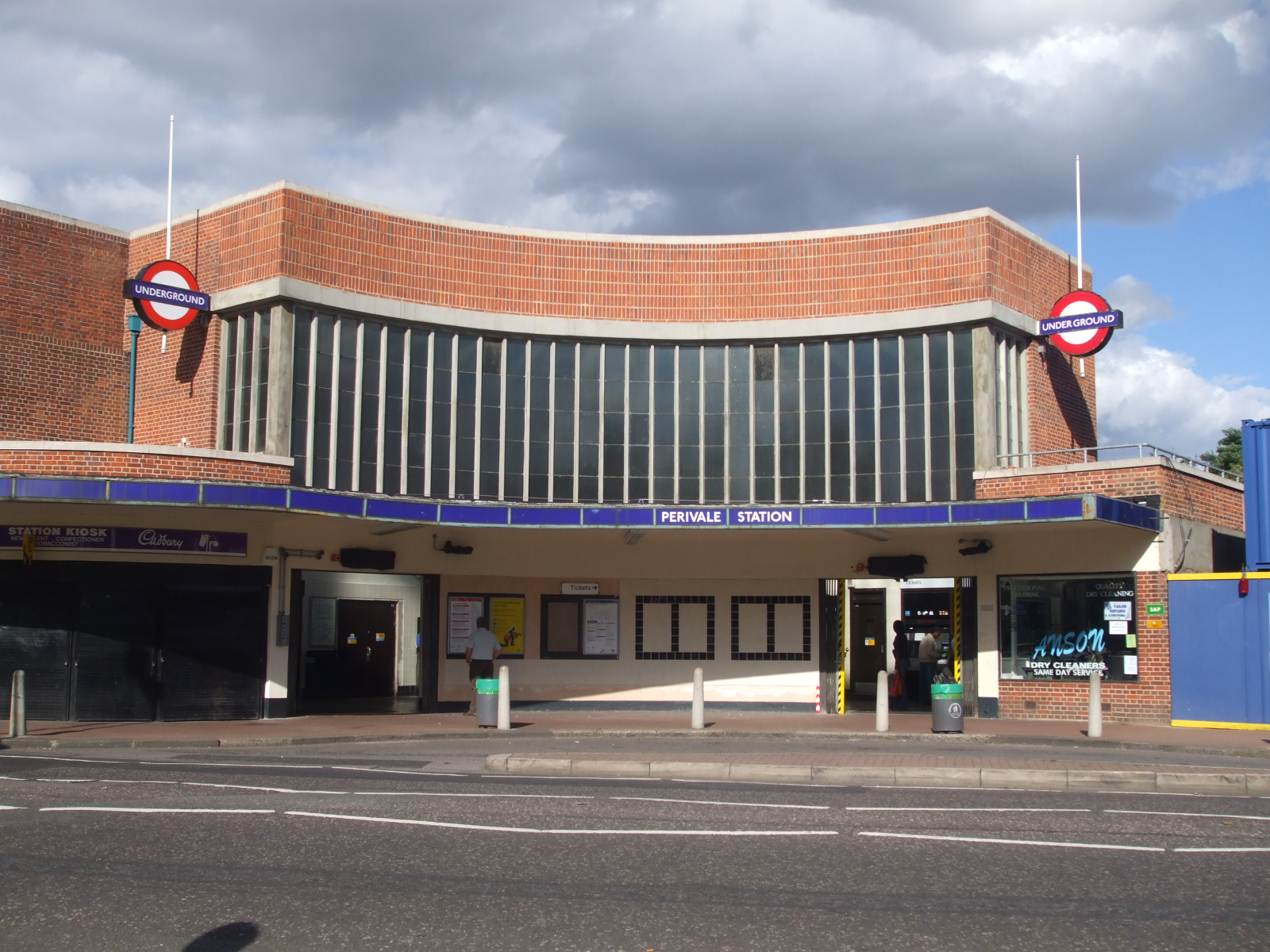
Stationsgebäude

Perivale ist eine oberirdische Station der London Underground im Stadtbezirk London Borough of Ealing. Sie liegt in der Travelcard-Tarifzone 4 an der Horsenden Lane South. Im Jahr 2013 nutzten 2,24 Millionen Fahrgäste die von der Central Line bediente Station.
Am 2. Mai 1904 eröffnete die Great Western Railway (GWR) den Haltepunkt Perivale Halt an der New North Main Line (NNML), die im Jahr zuvor erbaut worden war. Im Rahmen des 1935 beschlossenen New Works Programme des London Passenger Transport Board wurde nach dem Ende des Zweiten Weltkriegs eine zusätzliche Doppelspur entlang der NNML verlegt, um den U-Bahn-Betrieb zwischen North Acton und West Ruislip zu ermöglichen. Die Central Line befuhr die Strecke ab dem 30. Juni 1947 und die GWR schloss den Haltepunkt.
Das Stationsgebäude entstand nach Plänen des australischen GWR-Chefarchitekten Brian Lewis. Es besteht aus einem schmalen rechteckigen, mit roten Ziegeln verkleideten Baukörper. Dessen Vorderfassade ist konkav gekrümmt und weist eine Reihe von Obergaden auf. Seit 2011 steht das Gebäude unter Denkmalschutz (Grade II).